# رادوسلاف باتاك
رادوسلاف باتاك (بالصربية: Радослав Батак)‏ (مواليد 15 أغسطس 1977 في نوفي ساد) لاعب كرة قدم مونتينيغري دولي يجيد اللعب في خط الدفاع . يلعب حاليا لصالح نادي موغرين من الجبل الأسود منذ 2010 .

## روابط خارجية
- رادوسلاف باتاك على موقع الاتحاد الدولي (مؤرشف)  (الإنجليزية)
- رادوسلاف باتاك على موقع الاتحاد الأوربي (الإنجليزية)
- رادوسلاف باتاك على موقع اتحاد تركيا (لاعب) (الإنجليزية)
- رادوسلاف باتاك على موقع قاعدة بيانات كرة القدم.إي يو (الإنجليزية)
- رادوسلاف باتاك على موقع ناشيونال فوتبول تيمز (الإنجليزية)
- رادوسلاف باتاك على موقع Soccerway.com (الإنجليزية)